# Anscarici
Els anscàrides, anscarics o anscàrics foren una dinastia de marcgravis d'origen borgonyó que van estendre el seu domini sobre la zona del Piemont, al final de l'època carolíngia.

## El naixement de la línia

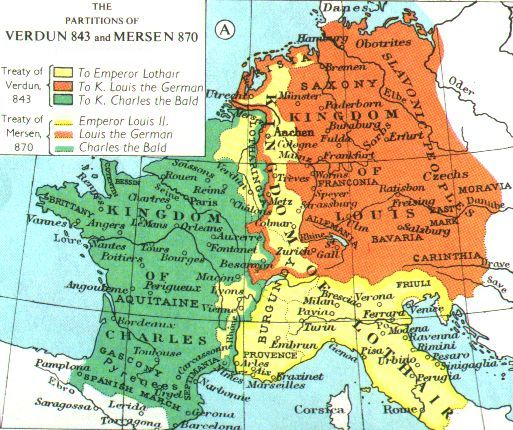
Europa i l'Italia entre 843 i 870

El fundador dels anscàrides va ser, sens dubte, Anscari I, fill del comte Amadeu d'Oscheret, d'origen borgonyó, que va sostenir, juntament amb els seus germans Fulc, bisbe de Reims, i Guiu d'Oscheret, a Guiu de Spoleto, fill de Lambert I de Nantes, en el seu intent de pujar al tron de Frància Occidental després de la caiguda de Carles III el Gras. Aquesta postura va costar la pèrdua del comtat d'Oscheret a la família (encapçalada per Manassès de Chalons) quan el tron de França va ser finalment pel comte Eudes I de París, que havia defensat valerosament la seva ciutat dels atacs dels vikings o normands. Anscari i el seu germà Guiu (que va morir en la batalla del riu Trebia el 889) van acompanyar a Guiu III de Spoleto, en la guerra contra Berenguer I d'Italia (Berenguer del Friül) des de 888. Es va convertir en conseller de Guiu de Spoleto i va prendre part en la guerra contra el rei d'Alemanya Arnulf de Caríntia que va envair Itàlia el 894 i el 896. Pels serveis prestats Anscari va obtenit de Guiu la investidura de la important marca d'Ivrea.

## Marca d'Ivrea
La marca d'Ivrea va ser una de les marques italianes més importants i formava la part occidental de la regió sub-alpina, en particular incloïa el comtat d'Acqui, el d'Alba, el d'Asti, el de Torí, el de Vercelli, el de Pombia (a la província de Novara), el de Bulgària (a la comarca de Vigevano) i per descomptat, Ivrea.
El marquès Adalbert (902-924) va esdevenir marquè en una data que varia entre el 898 i el 902, i es va casar amb Gisela, la filla de Berenguer marquès del Friü i rei d'Itàlia des de 888. D'aquesta unió van néixer Anscari II (comte d'Asti vers 924-936) i Berenguer, marquès d'Ivrea i després rei d'Itàlia.
El anscàrides, casa reial d'Ivrea, van augmentar el seu poder transmeten a la posteritat el títol de marquès, iniciant un procés de "dinastització" fins al punt que van interferir amb els interessos reials.
Hug de Provença, proclamat rei d'Itàlia el 926 es va oposar a la seva hegemonia, i va buscar eliminar el marquès; ho va aconseguir el 941.
Durant un enfrontament amb l'exèrcit reial, va morir en combat Anscari II, el germà de Berenguer (vers 936) i aquest darrer va haver de fugir a Alemanya el 941. La marca d'Ivrea fou llavors suprimida. Mentrestant a Alemanya es va convertir en rei l'any 936, Otó I de Saxònia que es considerava un descendent directe de l'emperador; va començar a implementar una política d'expansió del regne d'Alemanya, a vegades amb reivindicacions i conquestes dels territoris que abans estaven sota el domini imperial. A Itàlia Otó va afavorir el retorn de Berenguer II (945) que va prendre el poder tot i que Hug d'Arle va deixar el tron al seu fill lotari II d'Italia i es va retirar al seu comtat d'Arle; el jove Lotari fou rei nominal fins al 950 quan va morir potser enverinat i Berenguer llavors es va coronar (15 de desembre del 950). Enfrontat aviat amb Otó per la seva política eclesiàstica, el rei alemany va anar a Itàlia i va derrotar Berenguer II d'Itàlia i aquest es va haver de reconèixer vassall sent forçat per Otó a reorganitzar del territori italià en la línia iniciada per Hug de Provença, nomenant de tres nous marquesos per les marques de Torí (Marca Arduina, per a Arduí Glaber de Torí), de Montferrat (Marca Alerama, per a Aleram probable comte de Vercelli) i de Ligúria Oriental (Marca Obertenga, per Obert, comte de Luni); la part septentrional de l'antiga marca d'Ivrea va continuar sent el domini central dels anscaris que vers 957 o 958 van recuperar el títol de marquesos; però després de la ruptura del vincle de vassallatge per Berenguer II i la seva política agressiva contra el papat, Otó va anar a Itàlia i el va derrotar i sotmetre després d'un llarg setge a la fortalesa de Sant Leo (961), sotmeten també als senyors feudals del nord d'Itàli; llavors Otó va imposar una nova reorganització de la marca d'Ivrea que va haver de cedir una part dels seus territoris meridionals (principalment Milà) a la marca Obertenga. Berenguero II va ser destronat i exiliat a Bamberg (Alemanya) on va morir el 966.

## Conflictes amb Otó I del Sacre Imperi Romanogermànic

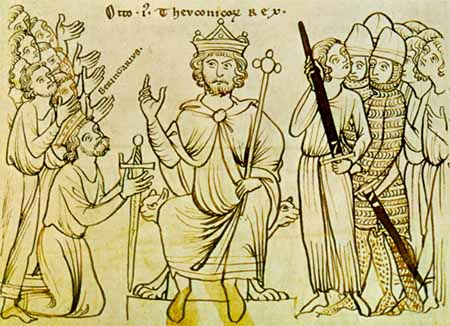
Otó derrota a Berenguer II i sotmet als senyors feudals (Manuscrit Mediolanense del segle XII

El 962, Otó fou coronat emperador del Sacre Imperi Romanogermànic i una de les primeres reformes va ser reforçar el poder feudal dels bisbes. Això asseguraria el suport de l'Església, evitant la transmissió hereditaria dels feus.
Això va afeblir i limitar el poder feudal dels anscàrides, que després de la derrota davant Otó I el 1015 (vegeu Arduí d'Ivrea) van perdre permanentment la marca d'Ivrea que fou suprimida conservant només territoris a l'entorn de Pombia; llavors es van posar sota autoritat del marquès de Torí Ulric Manfred II, cosí d'Arduí d'Ivrea i pare d'Adelaida de Susa (després del seu matrimoni també anomenada Adelaida de Savoia). Els comtes de Savoia van heretar per aquest enllaç, per via femenina ("Regola Lomgobarda") les possessions i títols d'Adelaida de Susa consolidant el seu poder al Piemont, però una part dels dominis els foren disputats pels aleramici (també per matrimoni amb femelles anscàrides) i van quedar en poder de Bonifació del Vasto. Les possessions anscàrides dels Savoia foren anomenades marca d'Itàlia.
La branca principal de la dinastia Anscàrica va tornar a Borgonya (especialment a Mâcon on va tornar a ocupar un lloc prominent) on el jove Otó Guillem I de Borgonya es va convertir en comte de Borgonya i el seu descendent Ramon de Borgonya va ser el fundador de la casa reial de Castella que va governar Castella i Lleó per uns 250 anys.
Uns quaranta anys després de la derrota de Berenguer II, el darrer membre de la dinastia Anscàrica, Arduí I d'Ivrea, va aconseguir convertir-se en rei d'Itàlia, abans de ser finalment derrotat i enderrocat per l'emperador Enric II del Sacre Imperi Romanogermànic. L'actual cap de la casa reial d'Arduí d'Ivrea és el príncep i marquès En 
Carlo Emanuele Valperga di Masino, príncep de la Reial Casa d'Ivrea, príncipe del Sacre Imperi Romanogermànic i Comte sobirà del Canavese, Comte de Valperga, de Masino, Marquès de Caluso, etc.

## Descendència en l'aristocràcia piemontesa
Segons Antonio Manno, moltes famílies nobles piemonteses descendeixen de la dinastia anscàrica:
- Els Castellamonte del Canavese
- Els De Curia de Pinerolo
- Els Della Chiesa, marquesos de Cinzano, comtes de Roddi i de Ponzano, senyors de Torrazza (Torre di Gerbola), de Santo Stefano Roero i de Pralormo i les branques d'Asti, Saluzzo i Tortona
- Els Di Monale de Pinerolo (discendents d'Opizzone i Prangarda)
- Els comtes de Pombia i Biandrate
- Els Malabaila o Malabayla d'Asti
- Els Masino d'Asti i Vercelli
- Els San Martino del Canavese (actuals descendents els Strambino, Lorenzato, Parella i Agliè)
- Els Pinerolo
- Els Solaro d'Asti
- Els comtes de Valperga, Masino (amb l'estirp pròpia dels Masin/Masini di Castelnuovo, Masnino i Masnini pavesi) i Caluso